# Nickelodeon Pakistán
Nickelodeon (o simplemente Nick) fue un canal de televisión por cable de origen pakistaní, versión local del canal estadounidense Nickelodeon dirigido al público de Pakistán, que es operado como una empresa conjunta entre la compañía de medios local ARY Digital y Paramount International Networks. La red transmite a través del satélite Intelsat a los espectadores de cable y satélite en Pakistán.
Nickelodeon Pakistán emite en su mayoría programación infantil proveniente de los Estados Unidos junto con algunos contenidos directamente importados de su red hermana de la India (propiedad de la Network 18). Ocasionalmente también licencia películas para niños del mercado occidental, para transmitir en su programación.
Nickelodeon Pakistán cerró repentinamente el día 28 de octubre de 2024.

## Crítica y controversia
Los idiomas oficiales de Pakistán e India son, respectivamente, el hindi y el urdu, sobre los cuales debe puntualizarse que, al menos en su forma hablada, son inteligibles entre sí, al punto de que a ambos se les considera un solo conjunto de lenguas, llamado indostaní. No obstante, por razones político-religiosas, los gobiernos de India y Pakistán han estandarizado sus idiomas nacionales, con el objetivo de hacerlos diferentes: el hindi de la India suele tomar por ejemplo préstamos lingüísticos del sánscrito; mientras que el urdu toma prestadas palabras de idiomas como el árabe, kurdo, persa y turco, al ser un país islámico. No obstante, la estandarización de ambos idiomas no es tan conocida a profundidad por la población común, al punto de que el urdu más académico es hablado por una pequeña parte de los pakistaníes, que se corresponde con la elite del país. Mientras los hablantes de hindi y urdu no usen los préstamos ya señalados, estos pueden entenderse perfectamente, y hasta sostener una conversación.
Considerando el detalle anterior, las autoridades pakistaníes han hecho esfuerzos con tal de eliminar toda referencia en los medios de comunicación de cualquier rastro del idioma hindi, y así estandarizar el urdu nacional. Por esta razón, entidades estatales como la Autoridad Reguladora de Medios Electrónicos de Pakistán (PEMRA), encargada de la regulación de los servicios de televisión en ese país, han prohibido en más de una ocasión, la emisión de canales de televisión de origen internacional que, obviando estas normativas, han transmitido contenido con doblaje hindi, producido en la India. Dos canales infantiles que se han visto afectados han sido las señales locales de Cartoon Network, y Nickelodeon. 

### Primera suspensión (2010)
En 2005, PEMRA decretó una advertencia de prohibición de emisiones de varios canales de televisión privados, debido a que los doblajes en urdu con el que se transmitían los programas, a menudo usaban términos hindúes y referencias mezcladas de India y Pakistán, además de que también solían emitirse programas con doblaje al hindi producido en India. Uno de los afectados al principio fue el competidor comercial de Nick, Cartoon Network Pakistán, el que se vio obligado a solo transmitir su programación en inglés por un tiempo. No obstante, los doblajes urdu e hindi se volverían a emitir mezclados meses después que pasara la controversia.
A principios de 2010, PEMRA  decretó la suspensión de emisiones contra canales de televisión infantiles que no obedecieron la normativa anterior pese a las advertencias, y suspendió las licencias de transmisión de las estaciones locales de Nickelodeon y Cartoon Network, las que salieron del aire por la prohibición. Mientras tanto, el gobierno paquistaní intentó lanzar a través de su red de televisión estatal PTV algunos canales infantiles para reemplazar a los suspendidos, y así cumplir a cabalidad la normativa sobre el idioma. Sin embargo, los esfuerzos resultarían inútiles, ya que estos canales infantiles fracasarían en audiencia, y serían cerrados al poco tiempo. 
El 1 de agosto de 2011, la ministra de Información y Radiodifusión, Firdous Ashiq Awan, anunció la restauración de las licencias de transmisión de Nickelodeon y Cartoon Network, permitiendo así su regreso al aire, aunque expresó su decepción por el fracaso de las emisoras infantiles que el gobierno intentó implementar.

### Segunda suspensión (2016)
El 18 de septiembre de 2016, la localidad de Uri, en el estado de Jammu y Cachemira, sufrió un ataque terrorista por el grupo terrorista Jaish-e-Mohammed, en una base militar india. Uri se ubica en la disputada zona de Cachemira, históricamente disputada por India y Pakistán desde su independencia, lo cual explica la motivación del ataque, el cual dejó un saldo de 23 muertos, y más de 19 heridos.
Mientras esto ocurría, el gobierno volvió a advertir al canal Nickelodeon, ya que PEMRA alertó que tanto la empresa pakistaní ARY Group, la que opera la señal local de Nickelodeon, como la misma Viacom, estaban retransmitiendo en la señal pakistaní programas que ya se habían exhibido en la señal hermana india, por razones de presupuesto, lo cual nuevamente es una violación a la normativa de prohibición de transmisión de contenido proveniente de India; esto sumado a que Nickelodeon estaba nuevamente emitiendo doblajes al hindi mezclados con doblajes al urdu. Dado lo caldeado del ambiente en aquellos días, el gobierno tomó acciones, prohibiendo el 19 de octubre la trasmisión de contenido en idioma hindi, o proveniente de India, orden que según PEMRA, no fue obedecida por ARY Group, que siguió de todas formas transmitiendo contenido importado de India. Esto provocó que el 31 de octubre, PEMRA suspendiera la señal, sacándola del aire nuevamente. Durante aquellos días, solo funcionó su sitio web oficial, el cual continuó su actividad normal, sin hacer mención a la prohibición. Nickelodeon volvió al aire el 10 de noviembre de 2016.

### Multa (2017)
El 27 de abril de 2017, el canal transmitió un episodio de Winx Club que presentaba una escena con un personaje femenino, que conforme a las normativas de censura de PEMRA, estaba vestido de forma indecente, violando el código de conducta de medios electrónicos de 2015. Después de un mes de apelaciones, PEMRA impuso una multa de 500,000 rupias (más de 150.000 dólares) y advirtió al canal de aplicar nuevas multas, en caso de nuevas infracciones.